# George Norton Cory
Sir George Norton Cory, britanski general, * 1874, † 1968.